# Hermann von Sachsenheim
Hermann von Sachsenheim (Sachsenheim, 1365 – Costanza, 1458) è stato un poeta tedesco.

## Opere
- Von der Grasmetzen
- Jesus der Arzt
- Das Schleiertüchlein, 1451
- Des Spiegels Abenteuer, dopo il 1451
- Die Mörin, 1453
- Der goldene Tempel, 1455